# TMEM105
TMEM105 (англ. Transmembrane protein 105) – білок, який кодується однойменним геном, розташованим у людей на 17-й хромосомі. Довжина поліпептидного ланцюга білка становить 129 амінокислот, а молекулярна маса — 13 990.
| 10         |  | 20         |  | 30         |  | 40         |  | 50         |
| ---------- |  | ---------- |  | ---------- |  | ---------- |  | ---------- |
| MLLKVRRASL |  | KPPATPHQGA |  | FRAGNVIGQL |  | IYLLTWSLFT |  | AWLRPPTLLQ |
| GPRTSPQGSP |  | PRSPWGDCAE |  | PSCLCEMKIR |  | RRRHEGPAWG |  | QSGFLAGGLH |
| LVPSSLSLAA |  | CGVVRMKGLW |  | GRGAGIRGR  |  |            |  |            |

A: Аланін

C: Цистеїн

D: Аспарагінова кислота

E: Глутамінова кислота

F: Фенілаланін

G: Гліцин

H: Гістидин

I: Ізолейцин

K: Лізин

L: Лейцин

M: Метіонін

N: Аспарагін

P: Пролін

Q: Глутамін

R: Аргінін

S: Серин

T: Треонін

V: Валін

W: Триптофан

Локалізований у мембрані.